# Ermioni
Ermioni (griechisch Ερμιόνη (f. sg.), in der Antike altgriechisch Ἑρμιόνη Hermionē oder Ἑρμιών Hermiōn, später auch Kastri genannt) ist eine Kleinstadt in der Landschaft Argolis auf der Halbinsel Peloponnes. Bis 2010 war sie eine selbständige Gemeinde; zum 1. Januar 2011 wurde sie mit der Nachbarstadt Kranidi zur neuen Gemeinde Ermionida fusioniert, wo sie seither einen Gemeindebezirk bildet.

## Lage
Ermioni ist im Nordosten der Peloponnes am Osthang eines felsigen, teilweise bewaldeten Kalkrückens, der in der Antike Pron oder Pronos genannt wurde, an der Südostküste der Argolis gegenüber der Insel Dokos gelegen. Das Gebiet grenzt im Westen an den Gemeindebezirk Kranidi, im Norden an der zur Region Attika gehörenden Gemeinde Trizinia-Methana.
Der heutige Gemeindebezirk Ermioni besteht aus den Ortschaften (bis 1997 selbstständigen Gemeinden)
- Ermioni, dem Sitz der ehemaligen Gemeinde mit 3063 Einwohnern. Ermioni ist ein beschaulicher Ort mit schachbrettartig angelegten Straßen, einem kleinen Fischerhafen, der Anlegestelle der Tragflügelboote „Flying Dolphins“ und etlichen Tavernen.
- Iliokastro (558 Einwohner)
- Thermisia (479 Einwohner)

Thermisia ist an einer – früher zur Salzgewinnung genutzten – Lagune gelegen, die als Rastplatz für Zugvögel ein wichtiges Biotop bildet. Auf einem 350 m hohen Felsen über dem Ort befinden sich Überreste einer venezianischen Burg aus dem 12. Jahrhundert. Das Umland wird landwirtschaftlich mit Zitrusfrucht- und Aprikosenplantagen sowie Olivenhainen genutzt.

## Wirtschaft und Verkehr
Ermioni ist auf dem Landweg mit den Städten der Argolis verbunden, verfügt jedoch insbesondere über regelmäßige schnelle Schiffsverbindungen; mehrfach täglich fahren Tragflügelboote, die sogenannten Flying Dolphins, zu den touristisch interessanten Inseln Hydra, Spetses, Poros und Ägina sowie nach Piräus. Die Fahrzeit nach Piräus beträgt etwa zwei Stunden.
Die Sandstrände und die Nähe zu den auf dem Seeweg leicht erreichbaren touristisch interessanten Zielen Hydra und Spetses haben der touristischen Entwicklung Auftrieb gegeben. Bei Thermisia ist unter dem Namen „Porto Hydra“ eine große Hotel- und Ferienwohnungsanlage entstanden.
Jedes Jahr im Oktober findet in Ermioni das Granatapfelfest statt.

## Geschichte

### Überlieferung
Die Stadt hieß in der Antike Hermione (altgriechisch Ἑρμιόνη, auch Ἑρμιών). Nach der antiken Mythologie sollen zuerst Dryoper hier gewohnt haben. Entweder wurden sie von Herakles aus der Doris vertrieben und wurden von Eurystheus freundschaftlich aufgenommen oder nach Aristoteles von dem Arkadier Dryops vom Sperchios hier angesiedelt. Die Stadt soll von Hermion, dem Sohn des Europs, nach dem die Stadt auch benannt wurde, gegründet worden sein. Sein Bruder Klymenos und seine Schwester Chthonia sollen das Demeter-Heiligtum auf dem Pron gegründet haben. Im Stadion von Hermione sollen schon die Dioskuren gekämpft haben. Nach dem Schiffskatalog nahm Hermione unter dem Befehl des Diomedes am Trojanischen Krieg teil, obwohl es laut den Eoien Aias dem Telamonier unterstand. Nach der Dorischen Wanderung sollen sich hier in einem friedlichen Prozess Dorer angesiedelt haben.

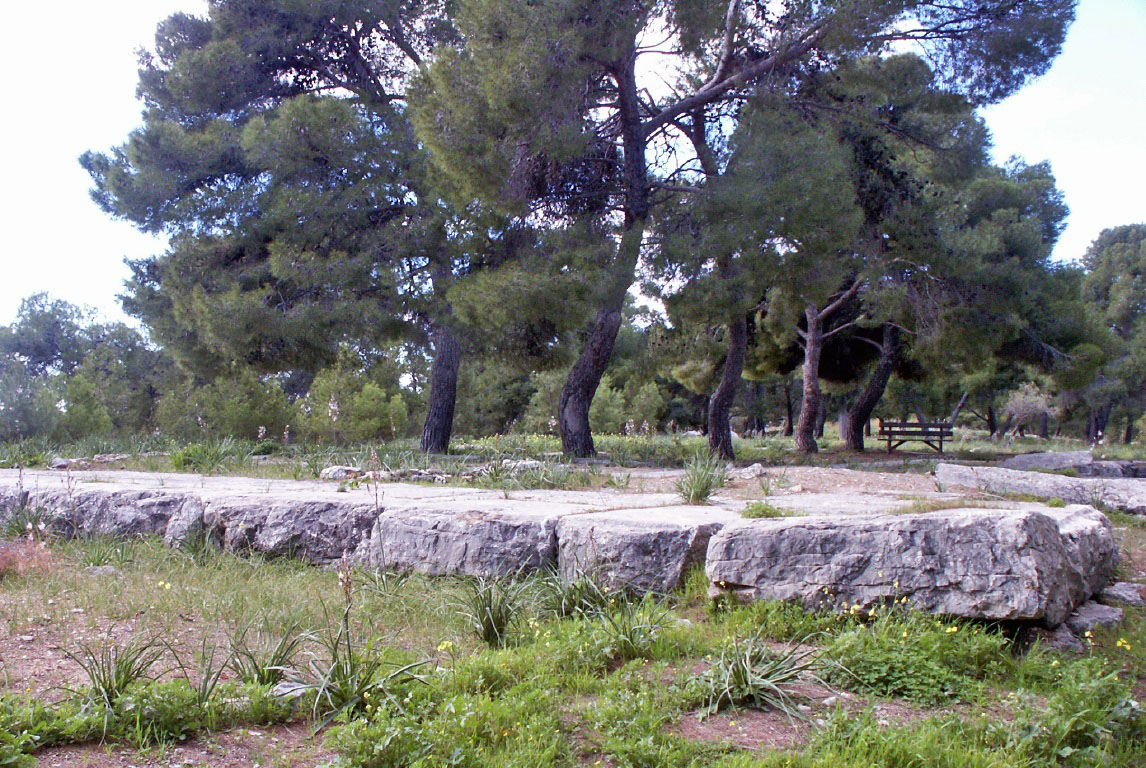
Der Tempel des Poseidon

### Prähistorie
Die ältesten Funde stammen von dem Hügel Magoula etwa 1 km westlich von Ermioni am südlichen Strand. Die hier gefundenen Tonscherben decken die gesamte Bronzezeit vom Frühhelladikum bis Späthelladikum (SH III) ab (etwa 2800–1200 v. Chr.). Es wurde hier jedoch noch keine Grabungen durchgeführt, so dass es nicht als gesichert gilt, dass der Hügel auch ununterbrochen besiedelt war.

### Archaik und klassische Zeit
In der Früharchaik, etwa zum Beginn des 7. Jahrhunderts v. Chr., wurde die Stadt auf der Ostspitze der Bisti-Halbinsel gegründet. Sie war eines der sieben Gründungsmitglied der Amphiktyonie von Kalaureia. Bis etwa 530 v. Chr. gehörte die Insel Hydra zum Herrschaftsbereich von Hermione, danach verkauften sie es an die Samier, die die Insel unter den Schutz Troizens stellten. Bei der Schlacht von Salamis 480 v. Chr. stellte Hermione 3 Schiffe und im darauffolgenden Jahr schickte es 300 Kämpfer zur Schlacht von Plataiai, ihnen standen die Inder in der persischen Schlachtreihe gegenüber. Sie ist dementsprechend auch auf der berühmten Schlangensäule von Delphi erwähnt. Nachdem der spartanische Heerführer Pausanias 478 v. Chr. des Medismos beschuldigt wurde, wurde er trotz Freispruch aus Byzantion abgezogen. Er bestieg noch im gleichen Jahr im Hafen von Hermione eine Triere, um den Kampf gegen die Perser auf eigene Kosten fortzusetzen.
Die Gesamtbevölkerung wird für das 5. Jahrhundert v. Chr. auf 5000 bis 7500 Menschen geschätzt. Wirtschaftlich war neben Landwirtschaft, Fischerei und Schiffbau die Purpurfischerei zur Herstellung von Purpurstoffen bedeutend. In klassischer Zeit musste man die Stadt mit einer Mauer umgeben. Nach den Perserkriegen stand Hermione an der Seite Spartas, weshalb es gelegentlich Angriffsziel Athens wurde. So landete 459/58 v. Chr. Athener Truppen mit Schiffen in der Herminonis bei Halieis, diese konnten jedoch von den Peloponnesiern abgewehrt werden. Als 436 v. Chr. Epidamnos von Kerkyra belagert wurde, schickte Korinth den Epidamniern Verstärkung, wobei sich Hermione mit einem Schiff beteiligte. Während des Peloponnesischen Kriegs landeten starke Athenische Verbände an der Küste Hermiones und verwüsteten die Stadt. Im Winter 413/12 v. Chr. musste Hermione zusammen mit Megara, Troizen und Epidauros insgesamt 10 Schiffe zur Streitmacht der Spartaner beisteuern. In der Seestreitmacht des Astyochos im folgenden Winter befand sich ein Schiff aus Hermione. Auch nach dem Krieg leistete man Sparta Unterstützung und so kämpfte man in der Schlacht von Nemea 394 v. Chr. an der Seite Lakedaimons. Weil die Demokraten von Zakynthos 373 v. Chr. sich dem Attischen Seebund anschlossen, baten die Oligarchen auf Korkyra Sparta um Unterstützung. Sie schickten eine Hilfsflotte aus 60 Schiffen, die unter anderem auch aus hermionischen Einheiten bestand. Auch 370 v. Chr. blieben die Hermionier Verbündete Spartas. 369 v. Chr. schaffte es Epaminondas, dass sich die Argolis dem Böotischen Bund anschloss. Etwa ab 360 v. Chr. prägte Hermione eigene Münzen. Die Triobolen zeigten auf der Vorderseite den Kopf der Demeter und auf der Rückseite ein Kranz aus zwei Getreideähren der eine Fackel umgibt und die griechischen Initialen ΕΡ.

### Hellenistische und römische Zeit
Nachdem der Aufstand gegen die Hegemonie Makedoniens von Antipatros 322 v. Chr. niedergeschlagen wurde, stellte Hermione etwa 310 v. Chr. die Herstellung eigener Münzen ein. 229 v. Chr. gelang es Aratos von Sikyon Xenon, den Tyrann von Hermione, zum Abdanken zu bewegen und die Stadt in die Demokratie zu entlassen. Hierauf trat sie dem Achaiischen Bund bei. Nach bedeutenden Siegen über den Bund gelang es dem spartanischen König Kleomenes III. 227/26 v. Chr. durch Überredung oder Einschüchterung Hermione zurückzugewinnen. 222 v. Chr. wurde jedoch Sparta besiegt und Kleomenes floh nach Ägypten. 200 v. Chr. vereinigte Attalos I., König von Pergamon, seine Flotte mit dem römischen Anführer Lucius Apustius, da die Makedonier in Attika eingefallen waren. Nach der Eroberung des Peloponnes 146 v. Chr. durch Lucius Mummius Achaicus wurde Hermione Teil der Römischen Republik. Im 1. Jahrhundert v. Chr. wurden die Küsten Griechenlands von Piraten heimgesucht und das Heiligtum der Demeter Chthonia von geplündert. 67 v. Chr. wurde Gnaeus Pompeius Magnus damit beauftragt sich diesem Problem anzunehmen. Während weniger Monate konnte er die Seeräuberei bekämpfen. Ab dem 1. Jahrhundert v. Chr. prägte Hermione wieder eigene Münzen. Im 1. Jahrhundert v. Chr.als Strabon die Stadt besuchte beschrieb er sie als nicht unbedeutend. Auch Pausanias, der im 2. Jahrhundert n. Chr. Griechenland bereiste, fand bedeutende Bauwerke vor. Noch im 6. Jahrhundert wird Hermione von Hierokles als Hieramioni (altgriechisch Ἱεραμιόνη) erwähnt.

### Spätantike bis heute
Eine frühchristliche Basilika wurde im 5. Jahrhundert auf der Anhöhe errichtet, auf der einst das Athenaheiligtum stand. Auch in der Ruine des Poseidon-Tempels wurde eine Kirche errichtet. Zu dieser Zeit gab es in Hermione auch einen Bischof, der bei dem Konzil von Chalcedon im Jahre 451 als Teilnehmer geführt ist. Während der byzantinischen Zeit wurde im 6. Jahrhundert wahrscheinlich unter der Herrschaft des Justinian I. die Mauer um die Bisti-Halbinsel erneuert und die Halbinsel etwa an der Stelle an der heute die Besiedlung beginnt mit einer Quermauer vom Festland abgetrennt. 1201 nutzte Leon Sgouros die Schwäche Byzanz und bemächtigte sich der Argolis. Sgouros war bei den Einwohnern jedoch so unbeliebt, dass sie als die Kreuzfahrer 1204 das Lateinische Kaiserreich gründeten, zu diesen flüchteten. Gottfried I. von Villehardouin besiegte 1212 Sgouros und Otto de la Roche erhielt die Argolis als Lehen. 1356 erbte Maria d’Enghien die Hermionis, die sie 1388 an die Republik Venedig verkaufte. Die Venezianer erneuerten die Mauer um den Bisti nochmals. Etwa ab dem 15. Jahrhundert wurde die Stadt nach der Festung Kastri (griechisch Καστρί = Festung) genannt. Zu dieser Zeit wurden auch die ersten Arvaniten hier angesiedelt. 1537 kam die Herminonis in den Besitz des Osmanischen Reichs. Es folgte eine Zeit des wirtschaftlichen Niedergangs. 1669 konnte die Republik Venedig die komplette Peloponnes zurückgewinnen. Doch nach der Niederlage im Siebten Osmanisch-Venezianischen Krieg musste man 1715 aus Kastri abziehen, zuvor wurden jedoch die Mauern gesprengt. Die Burg wurde von den Osmanen nicht wieder aufgebaut. Zur zweiten osmanischen Herrschaft erlebte die Stadt einen wirtschaftlichen Aufschwung. 1729 besuchte der Archäologe Michel Fourmont Kastri. Auf der Suche nach Inschriften ließ er die 9 m hohe Westmauer auf dem Bisti einreißen, kopierte die Inschriften. Ein Großteil des Baumaterials wurde als Baumaterial nach Hydra verbracht. Ein weiterer Teil wurde für den Bau des Hafens von Kastri benötigt.
Bürger aus Kastri beteiligten sich 1821 an der Griechische Revolution unter der Führung von Arsenios Kresta aus Kranidi. Herausragende Persönlichkeiten waren hierbei die Brüder Giannis und Stamatis Mitsas. Der südliche Strand wurde später nach ihnen benannt. 1827 begann in Kastri die
Dritte Griechische Nationalversammlung, die in Damala fortgesetzt wurde. Am 7. Juni 1834 wurde Kastri offiziell in Ermioni umbenannt und wurde Verwaltungssitz der gleichnamigen Gemeinde.

## Beschreibung
Neben den archäologischen Resten auf der Bisti-Halbinsel, gibt es auf dem Pron eine sehenswerte byzantinische Kreuzkuppelkirche. Am nordwestlichen Ortsrand findet man die byzantinische Kirche Agios Andreas.